# Lamerd
Lamerd (pers. لامرد, Terakmeh, Tarakmeh albo Tarakuma) – miasto w południowej części irańskiego ostanu Fars. Stolica szahrestanu Lamerdu. Liczba ludności to ok. 25 tys. mieszkańców. Zyski zbiera głównie z bogatych złóż ropy, skupionych w strefach: Tabnak, Homa, Szanol oraz Warawi. Ma suchy klimat. W mieście istnieje też lotnisko.